# Бенжамен Стамбули
Бенжамен Стамбули (фр. Benjamin Stambouli; Марсељ, 13. август 1990) је француски фудбалер, који тренутно игра за немачког бундеслигаша Шалке 04.
Постигао је гол одлуке у мечу Тотенхема и Партизана у Лиги Европе када је Тотенхем славио са 1:0.

## Трофеји
Монпеље
- Првенство Француске (1) : 2011/12.

Париз Сен Жермен
- Првенство Француске (1) : 2015/16.
- Куп Француске (1) : 2015/16.
- Лига куп Француске (1) : 2015/16.
- Суперкуп Француске (2) : 2015, 2016.